# Santa Cruz (Alto Amazonas)
Santa Cruz es una localidad peruana, capital de distrito de Santa Cruz, provincia de Alto Amazonas, al oeste del departamento de Loreto.

## Descripción
Santa Cruz es una localidad que se encuentra en el valle de Shishinahua rico en flora; el terremoto de Loreto de 2019 afectó gravemente el poblado, por lo que el gobierno peruano tuvo que declararlo en «emergencia sanitaria» en septiembre de ese mismo año por el posible brote de enfermedades metaxénicas y zoonóticas de la amazonia.